# كريستين بوميستر
كانت كريستين بوميستر (1904-1971) رسامة تجريدية وسريالية هولندية-فرنسية. 

## سيرة شخصية

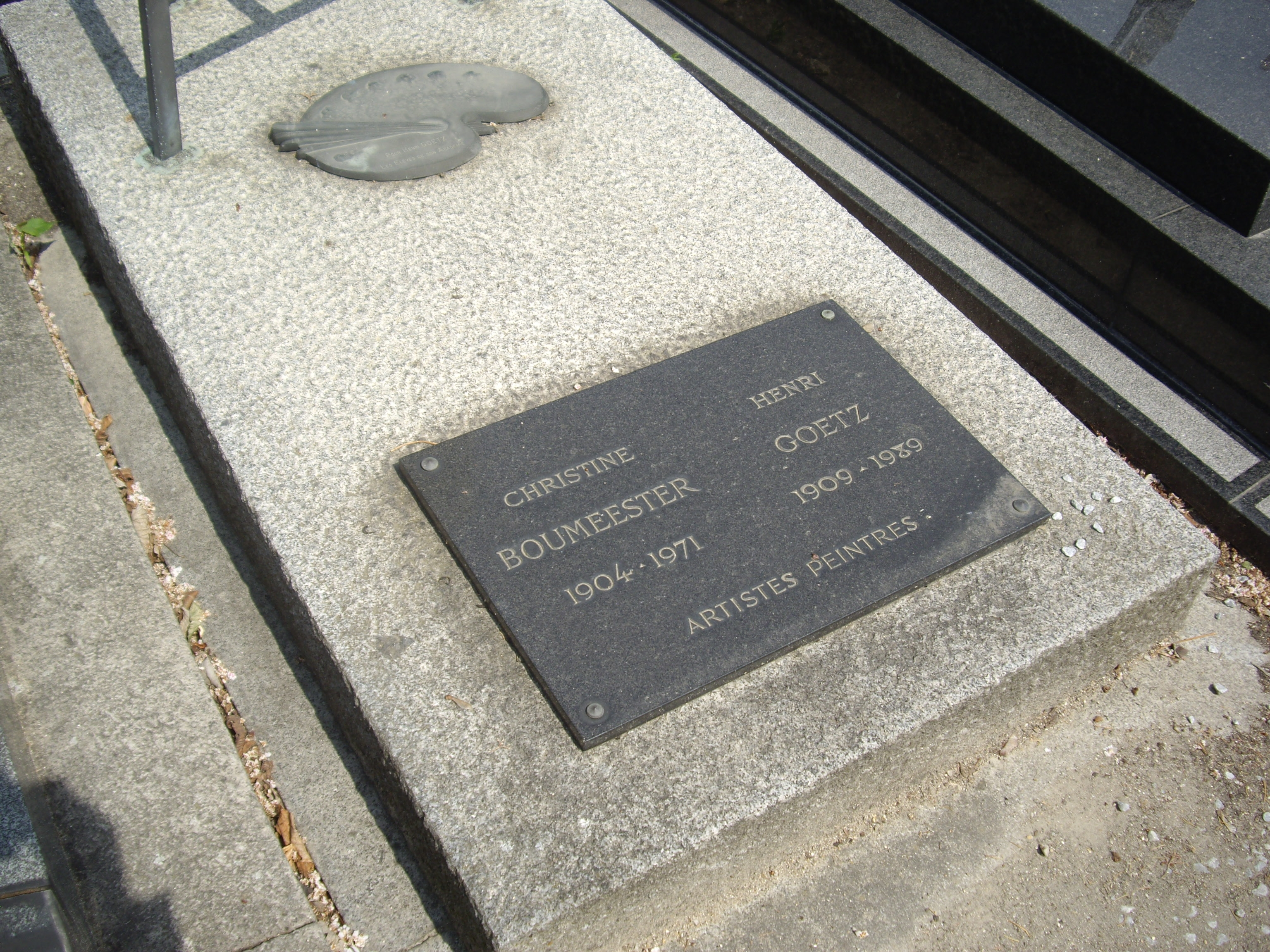
قبر بوميستر وجويتز في باريس

وُلِد بوميستر في باتافيا ، عاصمة إندونيسيا المستعمرة الهولندية آنذاك.  انتقل بوميستر إلى أوروبا وهو شاب بالغ ، ودرس في مدرسة الفنون الجميلة في لاهاي من 1922 إلى 1924.  في عام 1935 ، انتقلت إلى باريس وسجلت ف أكاديمية غراند شوميير. هناك التقى بوميستر وسرعان ما تزوج الرسام هنري جويتز .
أقيم أول معرض فردي لبوميستر في فرنسا في غاليري بونابرت.  غالبًا ما عُرضت أعمالها في عروض جماعية إلى جانب فنانين مثل هانز هارتونج وكاندينسكي وفييرا دا سيلفا.  انتقل بوميستر وجويتز إلى نيس في بداية الحرب العالمية الثانية ، حيث كانا ناشطين في الم
عاد بوميستر وجويتز إلى باريس عام 1945. كانت بوميستر موضوع فيلم قصير لآلان رينيه عام 1946 وثق إبداعها للوحة.  حصلت على الجنسية الفرنسية عام 1949 مع زوجها.  في عام 1962 ، قام بوميستر بترجمة كتاب كاندينسكي نقطة وخط إلى الطائرة إلى الفرنسية. 
توفي بوميستر عام 1971 في باريس. نشر زوجها دفاتر ملاحظاتها مفكرة كريستين بوميستر في عام 1977. في عام 1983 ، افتتح متحف متحف جويتز بوميستر فيفيلفرانش سور مير ، وهو مخصص لبوميستر وأعمال زوجها.